# Mario Tagliaferri
Mario Tagliaferri (* 1. Juni 1927 in Alatri, Provinz Frosinone, Italien; † 21. Mai 1999 in Paris) war ein italienischer Geistlicher,  römisch-katholischer Erzbischof und Diplomat des Heiligen Stuhls.

## Leben
Mario Tagliaferri empfing am 5. August 1950 die Priesterweihe.
Papst Paul VI. ernannte ihn am 5. März 1970 zum Titularerzbischof von Formiae und bestellte ihn zum Apostolischen Pro-Nuntius in der Zentralafrikanischen Republik sowie zum Apostolischen Delegaten in der Republik Kongo und im Tschad. Die Bischofsweihe spendete ihm Kardinalstaatssekretär Jean-Marie Villot am 7. Mai 1970 in seinem Geburtsort Alatri; Mitkonsekratoren waren Erzbischof Sergio Pignedoli, Sekretär der Kongregation für die Evangelisierung der Völker, und der Bischof von Marsi, Vittorio Ottaviani. 
Am 25. Juni 1975 ernannte ihn Papst Paul VI. zum Apostolischen Pro-Nuntius in Kuba. Papst Johannes Paul II. ernannte ihn am 15. Dezember 1978 zum Apostolischen Nuntius in Peru, am 20. Juli 1985 zum Nuntius in Spanien und zehn Jahre später, am 13. Juli 1995, zum Nuntius in Frankreich. 1999 verstarb er im Amt.